# アヴァイユ＝リムジヌ
アヴァイユ＝リムジヌ （Availles-Limouzine、オック語リムーザン方言:Avalhas Lemosinas）は、フランス、ヌーヴェル＝アキテーヌ地域圏、ヴィエンヌ県のコミューン。

## 地理

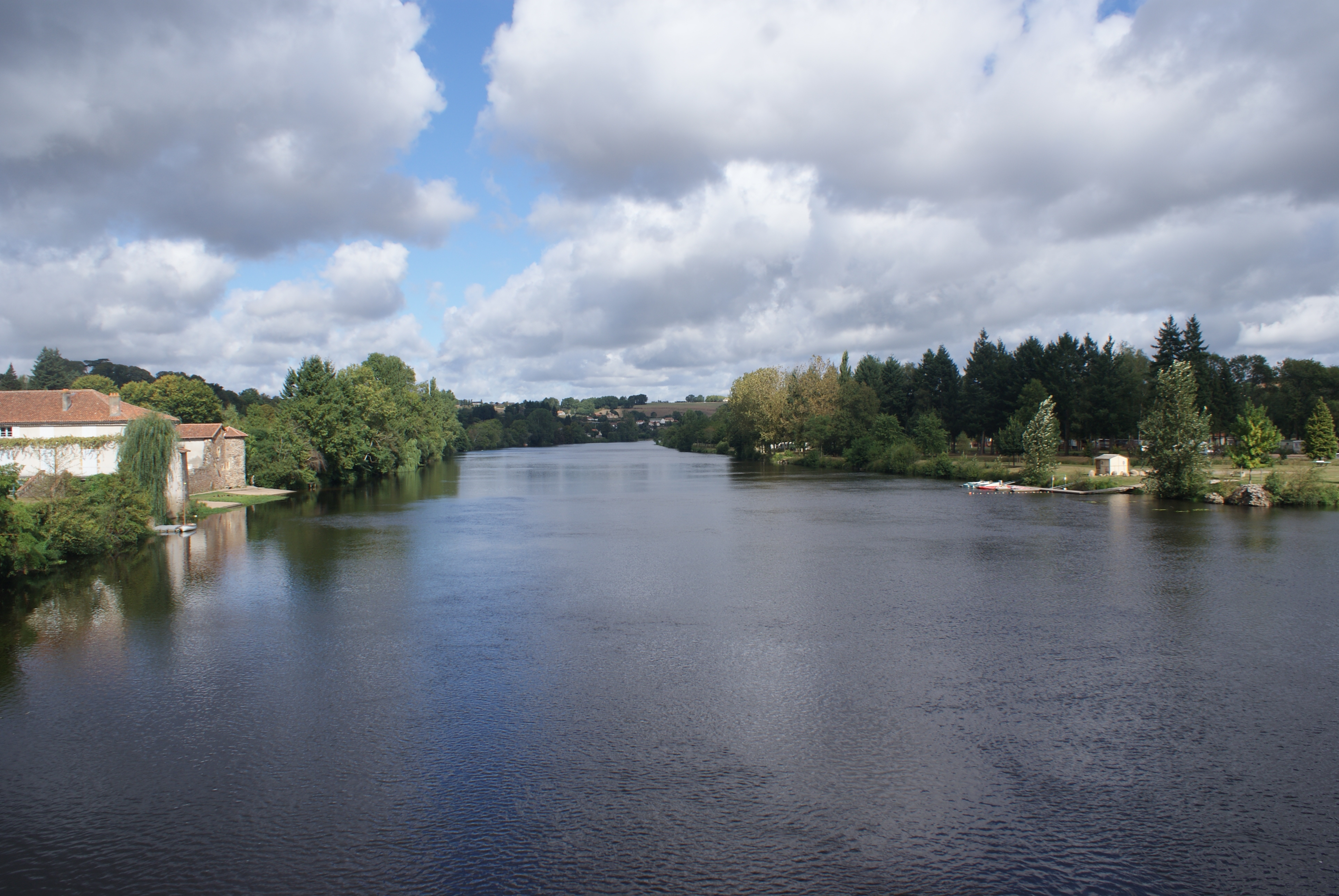
ヴィエンヌ川

コミューンは、県南東端の農村地帯に位置する。オイル語が優勢な地域の中に伸びたオック語の地域であり、ここで話される言葉は、もっと北にある村で話される言語とは異なる。コミューンの教会は、古い村落の通りを登って行った露頭の上にあり、この場所はヴィエンヌ川谷を見下ろしている。村を散策すれば、古い門や中世の住宅を見つけることができる。
コミューンはシャラント県と接しており、オート＝ヴィエンヌ県ともわずか数kmしか離れていない。
アヴァイユ＝リムジヌは全ての交通の軸からはずれており、ポワティエとは65km、リモージュとは70km離れている。

## 歴史

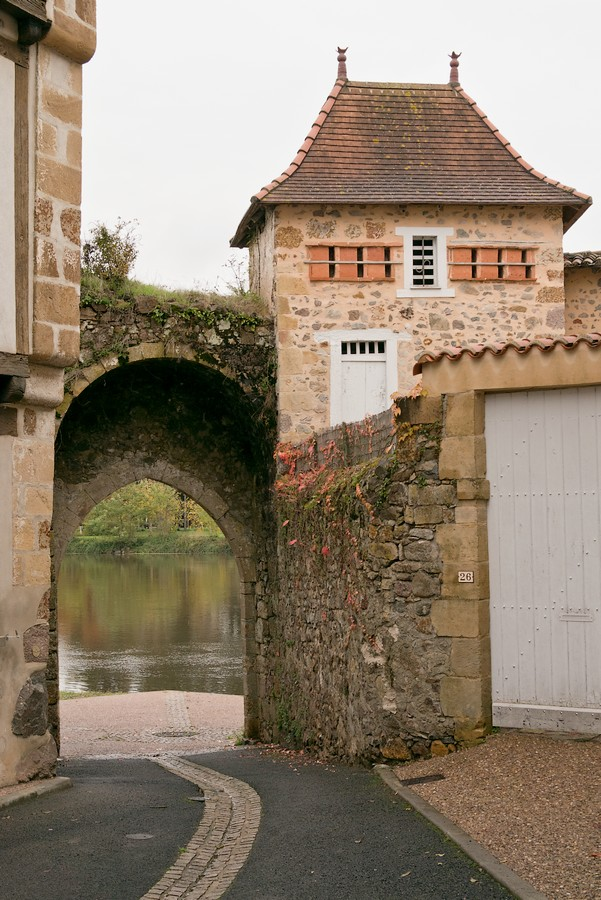
町の門

アヴァイユはフランス革命の進展を歓迎した。したがって、革命の象徴である自由の木も植えられた。自由の木は、この時代の重要な祭りや行事の行われる場所だった。1793年の封建時代の称号の剥奪や、ルイ16世の処刑を記念した行事が開かれた。同じ年、国民公会が革命暦2年ヴァンデミエール25日に法令を布告した。王政、封建制、迷信を想起させる名称を持つコミューンを招聘し、他の名に変更させることになった。コミューンは、山岳派（fr）に敬意を表してアヴァイユ＝ラ＝モンターニュ（Availles-la-Montagne）と改名した。

## 人口統計
| 1962年 | 1968年 | 1975年 | 1982年 | 1990年 | 1999年 | 2007年 | 2014年 |
| ------ | ------ | ------ | ------ | ------ | ------ | ------ | ------ |
| 1524   | 1515   | 1397   | 1441   | 1324   | 1309   | 1312   | 1299   |

参照元:1962年から1999年までは複数コミューンに住所登録をする者の重複分を除いたもの。それ以降は当該コミューンの人口統計によるもの。1999年までEHESS/Cassini、2006年以降INSEE。